# Capreolini
Capreolini là một tông trong phân họ Capreolinae hay Odocoileinae hay còn gọi là hươu Tân Thế giới. Bộ này gồm các chi: 
- Chi Alces
- Chi Capreolus
- Chi Hydropotes

## Các loài
- Alces
  - Alces alces: Nai sừng tấm
    - Alces a. a.: Nai sừng tấm Á-Âu
    - Alces a. buturlini: Nai sừng tấm Chukotka hay nai sừng tấm Đông Siberi.
    - Alces a. cameloides: Nai sừng tấm Ussuri hay nai sừng tấm Amur
    - Alces a. caucasicus: Nai sừng tấm Caucasus (đã tuyệt chủng)
    - Alces a. pfizenmayeri: Nai sừng tấm Yakutia hay Nai sừng tấm Lena hay nai sừng tấm Trung Siberia.

  - Alces americanus: Nai sừng tấm Bắc Mỹ
    - Alces a. americanus: Nai sừng tấm phía Đông
    - Alces a. andersoni: Nai sừng tấm phía Tây
    - Alces a. gigas: Nai sừng tấm Alaska
    - Alces a. shirasi: Nai sừng tấm Shiras
- Capreolus
  - Capreolus capreolus: Hoẵng châu Âu
  - Capreolus pygargus
    - Capreolus pygargus pygargus
    - Capreolus pygargus tianschanicus
- Hydropotes
  - Hydropotes inermis: Hươu nước
    - Hydropotes inermis inermis: Hươu nước Trung Quốc
    - Hydropotes inermis argyropus: Hươu nước Hàn Quốc